# Houaïlou
Houaïlou (nelle lingue canache: Hora oppure Waa Wi Lûû) è un comune della Nuova Caledonia nella Provincia del Nord.